# 春光
《春光》（法語：Le Printemps）是法国艺术家皮埃尔·奥古斯特·考特的一幅油画，创作于1873年，现藏于纽约大都会艺术博物馆。
1873年，《春光》在巴黎沙龙展出，取得巨大成功。这件作品后来成为科特最成功的作品，经常被其他媒介复制。 就绘画本身而言，作品描绘了一对年轻的情侣身穿古代服装，在林中的秋千上紧紧拥抱，似乎被对方迷住，“醉酒于初恋”。